# 李振昌
李振昌（1986年10月21日—），為台灣職業棒球選手，守備位置是投手，綽號小李飛刀，目前效立於中華職棒中信兄弟，曾為美國職棒克里夫蘭印地安人、日本職棒埼玉西武獅的選手
2013年7月11日升上大聯盟，是第九位升上大聯盟的台灣選手，克里夫蘭印地安人隊史上第一位臺灣球員，回到中信兄弟後，因投球成績優異，被球團看見，於是決定讓他擔任中信兄弟隊的終結者，他稱號有：「小李飛刀」、「台灣三振王」、「台版岩崎優」、「昌昌」、「振昌」、「阿昌」

## 早年
李振昌生於澎湖縣湖西鄉龍門村，為家中長子。出身單親家庭，三歲時父母離異，其母親與外祖母將他與他弟弟撫養長大。
在高中之前並未接受過硬式棒球的訓練，後來在朋友的引鑑之下，跨海到屏東縣屏東高中青棒隊測試，在當時的教練林省言觀察後，便將他納入棒球隊培養。初期李採取一般的上肩投球，於此時期的培養當中經由教練的觀察與建議轉為側投，逐漸嶄露頭角。
升上成棒後，李振昌的投球姿勢與放球點有了改變，其中放球點自青棒時的側投提高到了四分之三側投的位置，讓他的球速與球威更有所突破，極速在此階達到了152km/h，並在就讀台北體院期間多次入選成棒國家代表隊。
2008年所參與的國際賽中，在荷蘭主辦的哈連盃與北京奧運會上兩度面對古巴成棒隊先發主投，皆能有效封鎖古巴隊打線，雖沒能為中華成棒隊拿下勝利，但所擁有的實力也備受關注。

## 美國職棒
2008年9月，克里夫蘭印地安人以40.5萬美元簽約金的小聯盟合約延攬李振昌，自此進入印地安人小聯盟體系球隊。
2012年6月，進行手肘韌帶置換手術，隨後展開復健。11月，球團列入40人的保護名單內，避免其他球隊以規則5選秀方式將他選走。

### 2013年球季
2013年7月11日，克里夫蘭印地安人宣布將李振昌升上大聯盟。7月15日，在對戰堪薩斯皇家比賽中，首次在大聯盟登場，中繼1.1局，無安打、無失分，終場6比4擊敗堪薩斯市皇家隊，李振昌無關勝敗。
7月23日，下放3A哥倫布快艇隊。在大聯盟共出賽3場，2局無失分，未被敲出安打，1次三振與3次四壞保送。
9月4日，因大聯盟擴編，再度升上大聯盟。9月11日，對堪薩斯市皇家，七局上場，中繼一局失一分，被打出兩支安打，沒有保送與三振。印弟安人隊終場以3比6敗北。在2013年球季，李振昌在大聯盟共出賽8場，4.1局的投球，被擊出4支安打，有4次三振，失去3分，有2分自責，防禦率4.15。
2014年3月4日，李振昌與克里夫蘭印地安人簽下一年大聯盟合約。

### 2014年球季
2014年球季，大聯盟春訓結束後，李振昌被下放小聯盟3A哥倫布快艇隊。球季之初，4月3日，上到大聯盟支援，兩日後回到3A。4月10日再度升上大聯盟，5月17日再度下放3A。
2014年9月5日面對白襪10局上半上場救援，造成白襪二名球員出局。靠著隊友kipnis一支三壘安打及代打莫菲擊出再見安打拿下個人生涯首場大聯盟勝投。

### 2015年球季
2015年球季初熱身賽結束後，3月27日，印地安人隊使用選擇權，將李振昌下放小聯盟3A哥倫布快艇隊。6月12日，再度被登錄到大聯盟名單，隨後再回到3A。在結束3A總冠軍賽後，9月23日回到大聯盟，在9月30日，印地安人對明尼蘇達雙城，出場後援1局，2安打，投出1保送，沒有失分。

## 日本職棒

### 2016年球季
印地安人隊將合約賣給埼玉西武獅隊，2015年11月27日，李振昌加盟西武，轉至日本職棒。在2016年，李振昌僅在一軍出賽18場、防禦率6.46，2016年11月1日，西武獅隊決定不予續約，成為自由球員。返台後，隨富邦悍將隊進行自主訓練。

## 重返美國職棒
2016年12月23日，李振昌與科羅拉多落磯隊簽下附帶大聯盟春訓邀請的小聯盟合約，但2017年的3A成績不佳，並未升上MLB。
2018年1月31日，李振昌與洛杉磯道奇隊簽下附帶大聯盟春訓邀請的小聯盟合約，繼續拚戰重返美國職棒大聯盟。
2018年6月4日，雖然本季在3A投出好成績，但李振昌行使了合約中的脫逃條款，正式被道奇釋出，李將回到台灣參加同年的中職選秀會。
2018年7月2日中職選秀會，中信兄弟以第一輪第三順位選中李振昌。

## 中華職棒
2018年7月10日，中信兄弟宣布以3年半的複數年合約簽下李，月薪62萬的複數年合約，加上每年最多100萬元的激勵獎金，合約總值最多可以達到3,004萬，這是相當不錯的一份合約。中信兄弟總教練科里·史耐德也表示：「李振昌是今年選秀會中最好的投手，選擇他不是個太困難的決定，而也因為他經驗豐富且具有中繼、後援的經驗，沒有意外的話，會把終結者位置交給他。」
李選擇的背號為34號，原因是感念西武獅時代橫田久則教練的關照，因此選擇穿橫田教練過去在兄弟隊效力時穿過的34號球衣。此外，李振昌是中信兄弟目前唯一擁有出場曲的投手。並有T恤、毛巾等專屬商品。
2018年7月25日完成中職初登板，後援1局無失分拿下勝投和單場MVP，最終兄弟以5:3擊敗Lamigo桃猿，兄弟總教練史耐德盛讚李振昌，「果然是具有大聯盟資歷的投手，表現不同凡響。」
獅隊總教練黃甘霖提到李振昌的投球威力，認為他的滑球非常出色，到本壘板前才會發生變化，打者很難應付。黃甘霖表示，李振昌不但直球速度夠快，滑球、伸卡球出手後轉向本壘板兩側，由於轉速夠快，很晚才會變化，在中職是頂級水準。黃甘霖強調，中職年輕打者有機會對決李振昌是好事，對打擊一定會有幫助。

## 職棒生涯成績

### 美國職棒
| 年度 | 球隊             | 出賽 | 先發 | 勝投 | 敗投 | 中繼 | 救援 | 完投 | 完封 | 四死 | 三振 | 責失 | 投球局數 | 自責分率 | 被上壘率 |
| ---- | ---------------- | ---- | ---- | ---- | ---- | ---- | ---- | ---- | ---- | ---- | ---- | ---- | -------- | -------- | -------- |
| 2013 | 克里夫蘭印地安人 | 8    | 0    | 0    | 0    | 1    | 0    | 0    | 0    | 4    | 3    | 2    | 4.1      | 4.15     | 1.62     |
| 2014 | 克里夫蘭印地安人 | 37   | 0    | 1    | 1    | 4    | 0    | 0    | 0    | 12   | 26   | 14   | 28.0     | 4.50     | 1.50     |
| 2015 | 克里夫蘭印地安人 | 2    | 0    | 0    | 0    | 0    | 0    | 0    | 0    | 1    | 3    | 1    | 1.2      | 5.40     | 3.00     |
| 合計 | 3年              | 47   | 0    | 1    | 1    | 5    | 0    | 0    | 0    | 16   | 33   | 17   | 34.0     | 4.50     | 1.59     |

### 日本職棒
| 年度 | 球隊       | 出賽 | 先發 | 勝投 | 敗投 | 中繼 | 救援 | 完投 | 完封 | 四死 | 三振 | 責失 | 投球局數 | 自責分率 | 被上壘率 |
| ---- | ---------- | ---- | ---- | ---- | ---- | ---- | ---- | ---- | ---- | ---- | ---- | ---- | -------- | -------- | -------- |
| 2016 | 埼玉西武獅 | 18   | 0    | 0    | 0    | 1    | 0    | 0    | 0    | 5    | 13   | 12   | 16.2     | 6.48     | 1.80     |
| 合計 | 1年        | 18   | 0    | 0    | 0    | 1    | 0    | 0    | 0    | 5    | 13   | 12   | 16.2     | 6.48     | 1.80     |

### 中華職棒
| 年度 | 球隊     | 出賽 | 先發 | 勝投 | 敗投 | 中繼 | 救援 | 完投 | 完封 | 四死 | 三振 | 責失 | 投球局數 | 自責分率 | 被上壘率 |
| ---- | -------- | ---- | ---- | ---- | ---- | ---- | ---- | ---- | ---- | ---- | ---- | ---- | -------- | -------- | -------- |
| 2018 | 中信兄弟 | 26   | 0    | 1    | 0    | 0    | 13   | 0    | 0    | 5    | 22   | 4    | 25.1     | 1.42     | 1.11     |
| 2019 | 中信兄弟 | 52   | 0    | 3    | 1    | 2    | 10   | 0    | 0    | 6    | 65   | 7    | 50.0     | 1.26     | 0.92     |
| 2020 | 中信兄弟 | 51   | 0    | 1    | 4    | 5    | 23   | 0    | 0    | 19   | 78   | 22   | 51.1     | 3.86     | 0.94     |
| 2021 | 中信兄弟 | 53   | 0    | 5    | 1    | 2    | 24   | 0    | 0    | 20   | 60   | 14   | 52.0     | 2.42     | 1.02     |
| 2022 | 中信兄弟 | 42   | 0    | 2    | 2    | 8    | 11   | 0    | 0    | 9    | 40   | 14   | 40.0     | 3.15     | 1.10     |
| 2023 | 中信兄弟 | 11   | 0    | 0    | 1    | 5    | 0    | 0    | 0    | 4    | 8    | 6    | 8.0      | 6.75     | 1.50     |
| 2024 | 中信兄弟 | 42   | 0    | 3    | 1    | 13   | 0    | 0    | 0    | 21   | 27   | 20   | 38.1     | 4.70     | 1.64     |
| 合計 | 7年      | 277  | 0    | 15   | 10   | 35   | 81   | 0    | 0    | 84   | 300  | 87   | 265      | 2.95     | 1.12     |

## 外部連結
- 李振昌在美國職棒（英语）
- 李振昌在日本職棒（英语）
- 李振昌在中華職棒
- 李振昌在Baseball-Reference.com（大聯盟）（英语）
- 李振昌在Baseball-Reference.com（小聯盟以及海外聯盟）（英语）
- 李振昌在ESPN（MLB）（英语）
- 李振昌在FanGraphs.com（英语）
- 李振昌在Olympedia（英语）
- 李振昌在台灣棒球維基館上的頁面（繁體中文）